# Knight of Cups
Knight of Cups is een Amerikaanse film uit 2015, geschreven en geregisseerd door Terrence Malick. De film ging in première op 8 februari op het Internationaal filmfestival van Berlijn in de competitie voor de Gouden en Zilveren Beer.

## Verhaal
Rick is een scenarioschrijver in Los Angeles, verslaafd aan succes maar ook wanhopig door de leegheid van zijn leven. Hij voelt zich goed in zijn wereld van illusies maar zoekt ook het echte leven. Net zoals de tarotkaart Knight of Cups is Rick snel verveeld en zoekt steeds nieuwe uitdagingen maar hij is ook een artiest, een romanticus en een avonturier.

## Rolverdeling
| Acteur           | Personage |
| ---------------- | --------- |
| Christian Bale   | Rick      |
| Cate Blanchett   | Nancy     |
| Natalie Portman  | Elizabeth |
| Brian Dennehy    | Joseph    |
| Antonio Banderas | Tonio     |
| Freida Pinto     | Helen     |
| Wes Bentley      | Barry     |
| Isabel Lucas     | Isabel    |
| Teresa Palmer    | Karen     |
| Imogen Poots     | Della     |